# Cerura roesleri
Cerura roesleri är en fjärilsart som beskrevs av De Lattin 1974. Cerura roesleri ingår i släktet Cerura och familjen tandspinnare. Inga underarter finns listade i Catalogue of Life.